# Thurgood Marshall United States Courthouse
Thurgood Marshall United States Courthouse (ursprungligen United States Courthouse Foley Square) är en federal domstolsbyggnad belägen i området Civic Center på nedre Manhattan i New York, New York i USA. 
Domstolsbyggnaden, med gatuadressen 40 Centre Street vid Foley Square, är säte för den federala appellationsdomstolen United States Court of Appeals for the Second Circuit samt används delvis även av den federala distriktsdomstolen United States District Court for the Southern District of New York.
Byggnaden förvaltas av General Services Administration (GSA).

## Arkitektur
Domstolsbyggnaden, som var en av de första federala skyskraporna, byggdes för att ersätta City Hall Post Office and Courthouse (som revs 1939). 
Den ritades av Cass Gilbert och dennes son i nyantik stil och togs i bruk 1936. Byggnaden består av två delar: en sex våningar hög bas samt torndelen som är 31 våningar hög. Fasaden är av grå granit från Minnesota och huvudentrén har en portik. Entréhallen har marmorbeklätt golv och väggar och ett kassettak. Det finns sammanlagt 35 rättssalar.
Byggnaden har erhållit kulturskydd genom att vara upptagen både i National Register of Historic Places (1987) liksom som en New York City designated landmark.

## Namn
Domstolsbyggnaden fick sitt nuvarande namn till minne av Thurgood Marshall, som var den första afroamerikanske domaren i USA:s högsta domstol (1967-1991) samt även innan dess appellationsdomare vid U.S. Court of Appeals for the Second Circuit. Lagförslaget antogs i USA:s kongress under 2001 och den formella namngivningsceremonin ägde rum 15 april 2003.